# Plaridel (Misamis occidental)
Pour les articles homonymes, voir Plaridel.
Plaridel est une municipalité de la province de Misamis occidental, aux Philippines.